# Château Marmont
Pour les articles homonymes, voir Marmont.
Pour l’article homonyme, voir Château Marmont (groupe).
Le Château Marmont est un hôtel de Los Angeles, en Californie, construit à la fin des années 1920 et achevé en 1929. Il est situé au 8221 Sunset Boulevard, à West Hollywood. Construit à l'origine pour être un immeuble avec  appartements, il est transformé en hôtel de style Chateauesque après la crise de 1929, reprenant notamment des éléments des châteaux de la Loire, avec des éléments des styles néogothiques et néo-romans.

## Histoire

### Résidence d'appartements
En 1926, Fred Horowitz, éminent avocat de Los Angeles, choisit le site de Marmont Lane, le long de Sunset Boulevard, pour construire un immeuble d'appartements de luxe. Il vient de voyager en Europe pour chercher l'inspiration et revient en Californie avec des photos d'un château français situé le long de la Loire (le château d'Amboise où est enterré Léonard de Vinci). En 1927, il commande à son beau-frère, l'architecte Arnold A. Weitzman, la conception d'un bâtiment en forme de L sur sept étages, avec un donjon, à partir des photos qu'il a prises. Le bâtiment est construit suivant les premières normes parasismiques de l'époque, tout en béton armé, ; William Douglas Lee (en) en devient l'architecte principal. Au moment de choisir un nom pour la résidence, « château Sunset » et « château Hollywood » sont rejetés en faveur de « château Marmont », un nom faisant référence à la petite rue qui traverse le devant de la propriété.
L'ensemble est inauguré le 1er février 1929. Les journaux locaux décrivent le château Marmont comme « le plus récent, le plus beau et le plus exclusif immeuble de Los Angeles […] superbement situé, assez proche des commerces pour être accessible et assez loin pour assurer calme et intimité ». Pour la réception inaugurale, plus de 300 personnes sont conviées, dont la presse. En raison des loyers élevés (750 $) et de l'incapacité à garder des locataires sur le long terme au cours à cause de la crise suivant le krach boursier de 1929 et la Grande Dépression, Fred Horowitz vend l'immeuble à Albert E. Smith pour 750 000 $.

### Hôtel
En 1931, le château Marmont est transformé en un hôtel. Les appartements deviennent des chambres (63), certaines avec cuisine et salle de séjour (le fait qu'il ne s'agisse pas à l'origine d'un hôtel explique leur taille et leur style variables). La propriété a également été rénovée et remeublée par Albert E. Smith en chinant dans les propriétés des riches personnalités ruinées par la crise économique. Il participe donc à créer le « Marmont look » (style Marmont), une décoration originale avec de grands lustres, du bois torsadé et de larges fauteuils en velours. L'hôtel est un temps dirigé par Anna Little, une actrice du muet à la retraite.
Dans les années 1920-1930, l'hôtel est encore situé sur une partie du boulevard qui ne dépend pas de la police de Los Angeles mais d'un autre shérif, plus accommodant. Alors que le code Hays censure la violence et la représentation du sexe dans les films et invite les artistes à avoir une vie moins dissolue, le château Marmont devient un lieu à part, notamment grâce aux fêtes qu'organisent les deux jeunes acteurs Glenn Ford et William Holden dans le penthouse 54 ; Harry Cohn, le patron de la Columbia, leur aurait ainsi intimé l'ordre « If you must get into trouble, do it at the Château Marmont » (« si vous tenez à avoir des ennuis, faites plutôt ça à Château Marmont »), phrase qui orne désormais des boîtes de bougies vendues à l'hôtel.
L'hôtel compte également des maisonnettes et des bungalows, dont un de style moderniste conçu par l'architecte Craig Ellwood dans les années 1950. La suite no 64 reste l'endroit le plus convoité, avec sa terrasse de plusieurs centaines de mètres carrés et sa vue sur toute la ville,.
Le château Marmont est classé monument historique-culturel de Los Angeles (Los Angeles Historic-Cultural Monument) le 24 mars 1976 par le conseil municipal de Los Angeles.
Dans les années 1980, alors que l'hôtel a perdu de sa renommée, le réalisateur Francis Ford Coppola faillit racheter le château Marmont mais une histoire de termites le fait renoncer, dissuadé par sa femme. André Balazs (groupe Hôtels AB) rachète l'hôtel en 1990 et le rénove en essayant de lui redonner la patine de ses débuts tout en conservant une grande partie de l'esprit du lieu (inspiré d'anciennes photos, il réinstalle dans le lobby des meubles chinés), l'identité de l'hôtel étant liée à un esprit de « bric à brac », loin du style généralement épuré des palaces. Le propriétaire explique cependant qu'« à part la disposition des chambres et les salles de bains qui sont authentiques, il n'y a pas un centimètre carré de l'hôtel qui soit d'origine », André Balazs continuant à chercher des meubles à travers le monde pour aménager l'hôtel, ayant installé des cuisines au style rétro à la place des installations en plastique des années 1970 ainsi qu'un ascenseur au style années 1930 mais qui est en réalité récent, fabriqué par d'anciens décorateurs de Hollywood qui ont l'habitude de concevoir des choses inspirées du passé. Cela fait dire à Vanity Fair que le château Marmont est « un décor de cinéma ». L'hôtel compte également une piscine et un jardin-restaurant.

## Personnalités
L'hôtel a accueilli au cours de son histoire de nombreuses personnalités, en particulier du monde du cinéma et de la musique qui y séjournent ou y répètent leurs textes, cela s'expliquant par le fait que les studios hollywoodiens se trouvent dans la même ville. Il a la réputation de protéger ses clients, le personnel interdisant l'usage d'appareils photos et l'accès étant durement surveillé. Nombre de stars et personnalités y ont séjourné, comme, dans le désordre, Judy Garland, Humphrey Bogart dans le bungalow no 4, Marilyn Monroe, Barbra Streisand, Lana del Rey, Warren Beatty qui ne peut payer sa chambre et se fait sortir, James Franco, Robert Mitchum qui y fait la plonge, Grace Kelly, Lady Gaga, Howard Hughes, Roman Polanski, Sandra Bullock qui fait remarquer l'« incroyable atmosphère de séduction » du lieu, Greta Garbo qui y loge sous un faux nom (Harriet Brown), Leonardo DiCaprio, Jean Harlow et Clark Gable, Benicio Del Toro et Scarlett Johansson, Britney Spears, qui se fait surprendre avec Colin Farrell par des paparazzis, Sting ou encore Bret Easton Ellis qui a ses habitudes au bar,,.
De par leurs habitudes ou leur comportement, ces personnalités ont participé à forger l'histoire du lieu. En 1934, après avoir quitté l'Allemagne nazie, le réalisateur Billy Wilder s'installe au Château Marmont. Il rétorqua, lorsqu'il apprit un jour que l'hôtel était complet : « Je préfère dormir dans une baignoire que d'aller dans un autre hôtel ! ». D'abord sans le sou et enchaînant les échecs, il continue à y vivre, mais dans des suites plus grandes, à mesure que les succès cinématographiques arrivent ; il y aurait notamment eu l'idée du film Boulevard du crépuscule, s'inspirant du lobby encombré de l'hôtel pour élaborer le salon de l'héroïne Norma Desmond. En 1955, l'acteur James Dean grimpe à une fenêtre lors de son audition pour le film La Fureur de vivre, le réalisateur Nicholas Ray ayant travaillé le scénario dans le bungalow no 2, y consommant également secrètement sa liaison avec l'actrice Natalie Wood, alors âgée de 17 ans alors qu'il en a 43. Le batteur de Led Zeppelin, John Bonham, entre à moto dans le hall de l'hôtel. Il épate les clients mais cause aussi quelques dégâts. En 2012, Lindsay Lohan est expulsée de l'hôtel pour une note non payée de 46 000 dollars.
Plusieurs accidents s'y sont aussi déroulés. En 1956, quand l'acteur Montgomery Clift est grièvement blessé dans un accident de voiture près de sa maison, Elizabeth Taylor l'emmène au château Marmont. Elle loue le penthouse pour qu'il s'y rétablisse. Elle lui a sauvé la vie au moment de l'accident en lui ôtant deux de ses dents qui s'étaient coincées dans sa trachée. Jim Morrison, leader du groupe musical The Doors, s'y blesse le dos lors d'une acrobatie, immortalisée dans le film d'Oliver Stone. Son but était d'atteindre la fenêtre de sa chambre en sautant du toit de l'hôtel et en s'accrochant à un tuyau d'évacuation. Le photographe de mode Helmut Newton meurt à proximité, en janvier 2004, lorsque sa voiture percute un mur de l'allée d'accès de l'hôtel à la sortie du parking. Il avait réalisé lors de la décennie précédente une série de photos dans la buanderie,. Robert De Niro a l'habitude de se retirer à l'hôtel, où il loue le penthouse. Il était présent avec Robin Williams lors de la mort de John Belushi, l'un des Blues Brothers, d'une overdose le 5 mars 1982 dans le bungalow no 3 situés dans les jardins de l'hôtel. Claude Nougaro, qui a séjourné dans le bungalow no 3 puis dans le bungalow no 4 lors de l'enregistrement de son album Pacifique, écrit une chanson intitulée Bungalow en référence à la mort de John Belushi, qui ne figure pas sur l'album mais a été publiée sous forme de vidéo[source insuffisante].
Le château Marmont est devenu un lieu de passage emblématique pour toute vedette allant à Los Angeles. Si les stars venaient autrefois pour sa discrétion, c'est de nos jours l'endroit où il faut être vu.

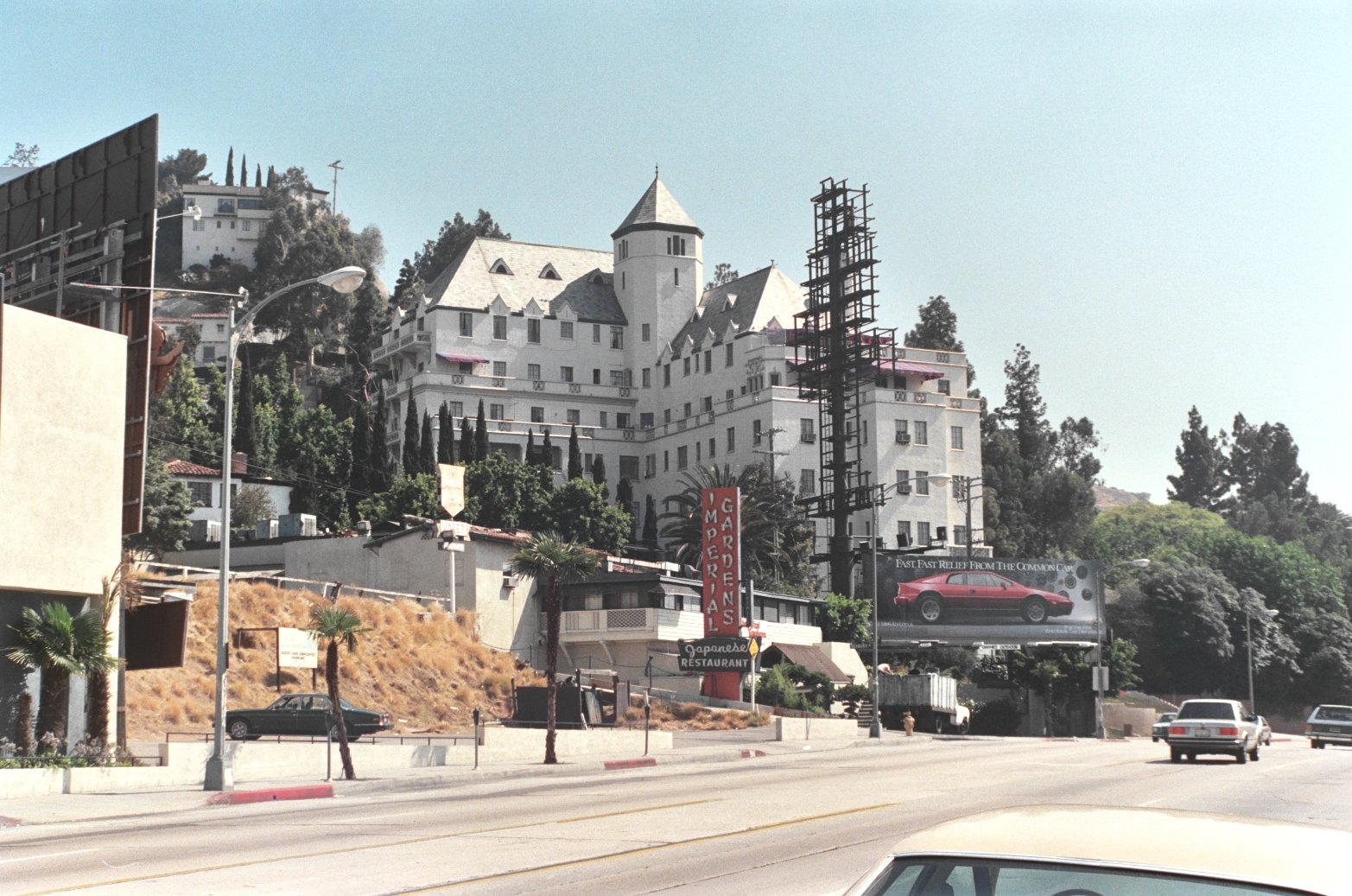
Le château Marmont dans les années 1980.

## Dans la culture populaire
- En 1973, le premier album du chanteur Gram Parsons, GP, figure une photo de l'artiste dans le lobby de l'hôtel sur la pochette. Il y avait plusieurs fois répété[3].
- En 1989, le château Marmont est cité dans le roman Hollywood de Charles Bukowski.
- En 1996, le clip California avec Mylène Farmer et Abel Ferrara y est tourné.
- En 2002, Anthony Kiedis des Red Hot Chili Peppers enregistre la partie vocale de By The Way dans cet hôtel.
- En juin 2009, Sofia Coppola, habituée des lieux, y tourne Somewhere[3] au milieu des clients et du personnel[4].
- En 2012, la chanteuse Avril Lavigne y tourne le clip de sa chanson Goodbye.
- En 2012, la chanteuse Lana Del Rey y fait un concert privé. Les photos promotionnelles de son album Born To Die et la couverture de son EP (version longue) Paradise se sont faites à l'hôtel ainsi que le clip Blue Jeans (et ses photos promotionnelles). Elle a aussi fait une séance photo pour Uomo Vogue sur la terrasse de la chambre 64 de l'hôtel. Une référence au château Marmont est faite dans sa chanson "Off to the races". Le lieu apparaît dans le clip de son single (simple) Video Games.
- Dans le film C'est la fin (sorti en 2013), co-réalisé par Seth Rogen notamment, l’acteur James Franco (qui y interprète son propre rôle) avoue à ses amis, vers la fin du long-métrage, avoir eu des rapports sexuels avec l’actrice Lindsay Lohan dans ce lieu.
- En 2013, l'hôtel apparaît dans le jeu vidéo Grand Theft Auto V sous le nom de The Gentry Manor Hotel.
- En 2015, Michael Connelly en fait le décor de l’enquête de l’inspecteur Harry Bosch dans le polar «  Ceux qui tombent ».
- En 2017, les chanteurs Jarvis Cocker et Chilly Gonzales sortent un album en imaginant un conte inspiré des hôtes qui se sont succédé dans la chambre 29 de l'hôtel.
- En 2017, le groupe Angus & Julia Stone sort la chanson Château faisant référence au Château Marmont.
- En 2020, Olivier Minne sort un roman sur l'hôtel, intitulé Un château pour Hollywood (Séguier)[10].

## Sources
- (en) Cet article est partiellement ou en totalité issu de l’article de Wikipédia en anglais intitulé « Chateau Marmont Hotel » (voir la liste des auteurs).

### Sources
- Gilles Fontaine, « Le Château Marmont : bons baisers de Los Angeles », Challenges, no 414,‎ 18 décembre 2014, p. 126 à 128 (ISSN 0751-4417)
- Clémentine Goldszal, « Les fantômes de Chateau Marmont », sur lepoint.fr, 6 janvier 2011